# Soemu Tojoda
Soemu Tojoda (22. května 1885 Kicuki – 22. září 1957 Tokio) byl admirálem japonského císařského námořnictva, vrchním velitelem Spojeného loďstva a náčelníkem námořního generálního štábu.

## Životopis

### Začátky
Narodil se 22. května roku 1885 ve městě Kicuki v prefektuře Óita. Byl absolventem 33. běhu císařské námořní akademie, a to na 26. prospěchovém místě.
Nejprve sloužil na křižnících Hašidate a Niššin, poté byl roku 1908 převelen na nový torpédoborec Asatsuyu. Následovalo studium na střelecké a torpédové škole a služba na křižníku Kurama. Po ní následovalo studium na Kaigun daigakkó, které ukončil roku 1915. V letech 1917 až 1919 byl pobočníkem admirála Jošimatsu a poté až do roku 1922 japonským námořním atašé v Londýně.
Po návratu sloužil na křižníku Kuma. Roku 1926 dostal své první samostatné velení, a to na křižníku Jura. Roku 1930 se stal kapitánem bitevní lodi Hjúga. Zúčastnil se Londýnské konference, po níž byl povýšen na kontradmirála a jmenován velitelem Druhého oddělení námořního generálního štábu. V letech 1933 až 1935 byl náčelníkem štábu Spojeného loďstva. V roce 1935 byl povýšen do hodnosti viceadmirála a stal se ředitelem Kanceláře námořních záležitostí. V letech 1937 a 1938 velel postupně 4. a 2. loďstvo, se kterými se zúčastnil útoků na Čínu. V roce 1939 mu bylo svěřeno vedení Komise pro výstavbu lodí. Tuto funkci zastával až do roku 1941. V srpnu 1941 byl povýšen do hodnosti admirála a jmenován velitelem Námořního okruhu Kure.

### Válka v Tichomoří
Tojoda velmi protestoval proti válce se Spojenými státy, protože jako někdejší velitel Komise pro výstavbu lodí znal dobře rozdíl mezi průmyslovou silou Japonska a Spojených států. V listopadu 1942 se stal členem Válečné rady. Poté velel Námořnímu okruhu Jokosuka, a to až do května 1944, kdy byl po smrti admirála Kogy jmenován vrchním velitelem Spojeného loďstva. V této funkci plánoval bitvu ve Filipínském moři v červnu 1944, bitvu u Leyte v říjnu 1944 a operaci Ten-gó v dubnu 1945. Při těchto akcích přišlo japonské námořnictvo o velkou část svých sil a přestalo prakticky existovat jako bojeschopná síla.
29. května byl jmenován náčelníkem Hlavního námořního štábu a ve funkci velitele Spojeného loďstva ho nahradil viceadmirál Ozawa. V této funkci pak setrval až do konce války.

### Po válce
Po válce byl obviněn z válečných zločinů, ale byl zproštěn obvinění. Zemřel 22. září roku 1957 na infarkt.